# Meldegänger

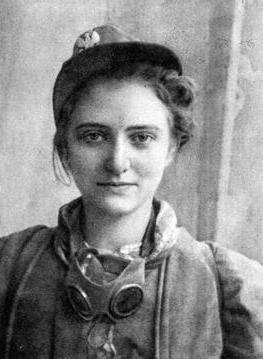
Meldegängerin im Warschauer Aufstand (1944)

Als Meldegänger (auch Melder) werden Soldaten bezeichnet, die zu Fuß Meldungen oder Befehle überbringen. Melder sind somit ein militärisches Führungsmittel unter feldmäßigen Bedingungen. Daneben können Melder auch kleinere Mengen an Nachschub transportieren sowie durch eigene Beobachtung auf ihren Gängen zur Aufklärung der Lage beitragen.

## Geschichte
Der athenische Bote und Marathonläufer Pheidippides wird oft als erster Meldegänger bezeichnet, auch wenn die Historizität seines Einsatzes bei der Schlacht bei Marathon (490 v. Chr.) nicht sicher ist.
Bis ins Zeitalter der Kabinettskriege war die Zahl der an einem Gefecht beteiligten Truppen gering, zumindest im Vergleich zu den Massenheeren nach Einführung der allgemeinen Wehrpflicht. Schlachten wurden nur bei Tageslicht geschlagen, das Gros der Truppen konnte durch optische und akustische Signale zentral geführt werden. Dazu zählten die Truppenfahnen und Trompetensignale. Die Verbindung zwischen dem Hauptbefehlshaber und den Befehlshabern an den Flügeln hielten berittene Offiziere. Diese Art der Befehlsübermittlung änderte sich auch in den Napoleonischen Kriegen nicht wesentlich. Zwar stieg die Menge der an Gefechten beteiligten Truppen mit der Levée en masse rapide und erreichte bei einzelnen Schlachten sechsstellige Zahlen. Jedoch blieben Reichweite und Feuerdichte der geführten Waffen gering, so dass berittene Ordonnanzen hinter den Karrees und aufgelockerten Einheiten die Verbindung zwischen Befehlshaber und Truppen halten konnten.
Der Burenkrieg (1899–1902) war von weit auseinandergezogenen Gefechten und Guerillataktik in unwegsamem Gelände geprägt. Sowohl die Briten als auch die Buren setzten afrikanische Meldegänger ein, die Nachrichten über teils große Strecken trugen. Während der siebenmonatigen Belagerung von Mafeking setzte Baden-Powell als Befehlshaber der eingeschlossenen britischen Truppen schwarze Meldegänger ein, die nur in Zivil und unter Benutzung von Kriegslisten durch die feindlichen Linien kamen und dabei als „Spione“ Exekution und Folter riskierten. Innerhalb der belagerten Stadt entlasteten junge weiße Kadetten als Meldegänger die kämpfende Truppe. Auf der Gegenseite bei den Buren dienten die späteren Marathonläufer und Olympiateilnehmer Jan Mashiani und Len Taunyane unter General Piet Cronjé als Meldegänger und legten dabei lange Strecken unter schwierigsten Bedingungen mit hoher Geschwindigkeit zurück. Nach Ende des Burenkrieges minimierte Baden-Powell die Kampfteilnahme schwarzer Afrikaner auf Seiten der Briten und sprach stattdessen nur von den (weißen) „Jungs aus der Stadt“, die er als Meldegänger und Kundschafter eingesetzt habe. Seine Erlebnisse gingen in die Gründung der Pfadfinderbewegung ein, mit der Baden-Powell der „Verweichlichung“ der weißen Jugend des Empire entgegenwirken wollte. In seinem ersten Buch für Pfadfinder von 1908 ist ein Geländespiel für Meldegänger beschrieben, die eine belagerte Stadt erreichen müssen.

### Meldegänger im Grabenkrieg

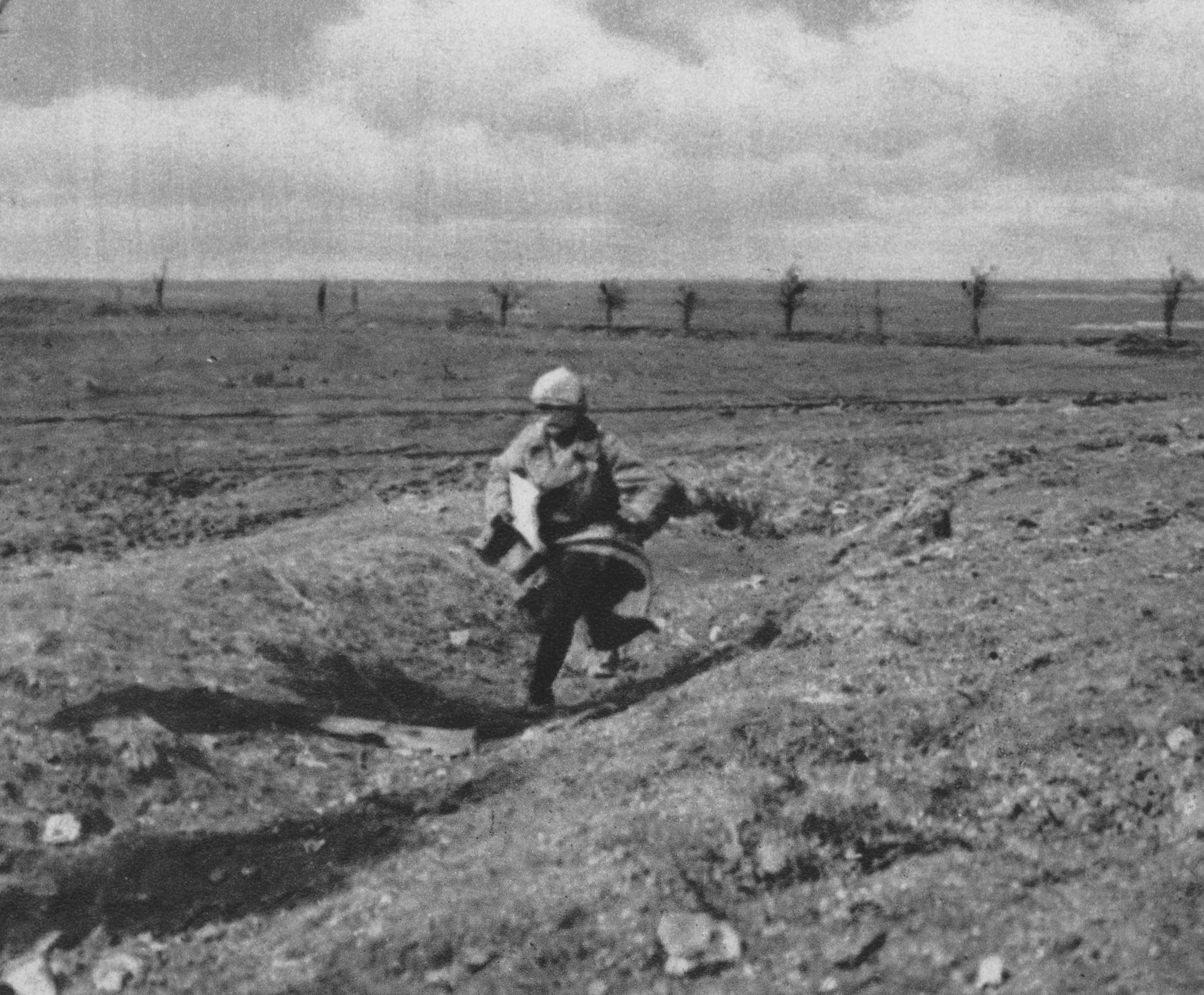
Deutscher Meldegänger in einem flachen Laufgraben an der Westfront (1916)

Mit dem Aufkommen von Feldartillerie mit hoher Kadenz und Reichweite sowie von Maschinengewehren, die auch das Gebiet hinter der Front bestrichen, führte der Einsatz von geschlossenen Formationen im Gefecht zu Verlustraten von nicht mehr verkraftbarer Höhe. Schon im Krimkrieg (1853–56), bei der Belagerung der Düppeler Schanzen (1864) und im amerikanischen Bürgerkrieg (1861–65) gab es Grabenkrieg, im Russisch-Japanischen Krieg (1904–05) wurde er zur Regel. Die Westfront des Ersten Weltkriegs (1914–18) war ein einziges Grabensystem. Die kämpfende Truppe suchte vor der Dichte des Feuers im Erdreich Schutz und war aus ihrem eigenen Hinterland nur noch durch Laufgräben zu erreichen. Um bei Volltreffern die Verluste zu begrenzen, wurden die Schützengräben in der Breite nur spärlich besetzt, stattdessen gab es ein tief gestaffeltes System von bemannten Ersatzgräben und einzelnen Igelstellungen. Die Front und das einsehbare Gebiet dahinter waren auf der Erdoberfläche menschenleer.
Mündlich ausgesprochene Befehle der Stäbe konnten die solcherart aufgelockerten und eingegrabenen Formationen nicht erreichen. Zwar erlaubten Feldtelefone in der Situation eines statischen Frontverlaufs die Kommunikation über Kabel, doch wurden diese meist oberflächlich verlegten Leitungen häufig durch Artilleriebeschuss unterbrochen. Bei Angriffen oder sonstigen Stellungswechseln gab es ohnehin noch keine ausgebauten Fernsprechverbindungen zu den neuen Stellungen. In beiden Situationen waren Meldegänger, die sich durch die Grabensysteme bewegen konnten, die einzige Art der Verbindung, denn berittene Melder wären leichte Ziele gewesen und zuverlässige und tragbare Funkgeräte gab es noch nicht. Brieftauben und Meldehunde waren kein zuverlässiger Ersatz, während Leuchtraketen in ihrer Aussagekraft beschränkt waren. Das Hinterherhinken der technischen Entwicklung der Kommunikationsmittel hinter der Vernichtungskraft der Waffen begünstigte so die Defensive.

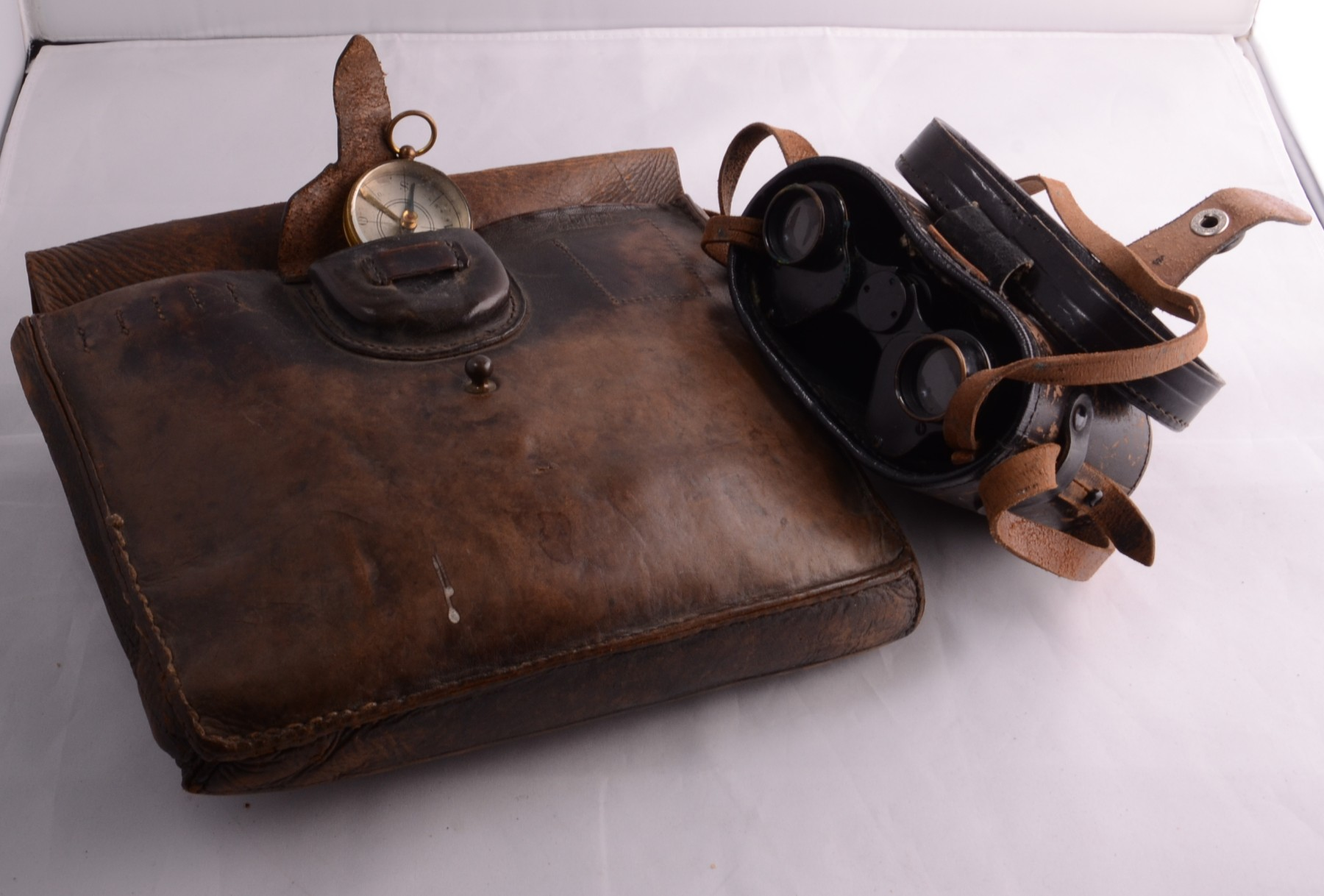
Deutsche Meldetasche aus dem Ersten Weltkrieg mit Kompass und Feldstecher

Die Ausrüstung von Meldegängern wich nicht wesentlich von der Ausrüstung der normalen Infanteristen ab. Häufig trugen Meldegänger ihre Nachrichten in Melder- bzw. Kartentaschen, bewaffnet waren sie normalerweise mit dem Gewehr. Karten, Lageskizzen und Kompass dienten der Orientierung, Feldstecher der Beobachtung. Eine Taschenlampe konnte zum Lesen von Meldungen und Karten nützlich sein, durfte aber nur mit strengem Lichtschutz zur Feindseite hin gebraucht werden.
Adolf Hitler war einer von acht Meldegängern im Regimentsstab des K.B. 16. RIR, die die Verbindung zu den Bataillonsstäben hielten. In der Propaganda der Nationalsozialisten wurde diese Tatsache mit Hinweis auf Hitlers Auszeichnungen mit EK I und II und seine Verwundung als heroisch dargestellt, während seine Gegner auf die Unterbringung der Meldegänger beim relativ sicheren Regimentsstab sowie Hitlers fehlende Beförderung verwiesen und somit Hitlers Kriegseinsatz als ungefährlich bis hin zur Drückebergerei abtaten. Ian Kershaw nennt diese Abwertung in seiner Hitler-Biographie „unangebracht“. Zwar waren die Meldegänger in ruhigeren Phasen des Grabenkriegs wenig beschäftigt und relativ sicher. Doch wenn ihr Einsatz kam, dann war er besonders gefährlich – sie mussten durch das Trommelfeuer, das die Leitungen beschädigt hatte und so ihren Einsatz erforderlich machte. Die Verluste unter Meldegängern waren relativ hoch. Hingegen charakterisierte Thomas Weber Hitlers Einsatz als vergleichsweise ungefährlich, da er als Regiments-Meldegänger weniger dicht an die Front herankam als Meldegänger bei Bataillonen oder Kompanien.

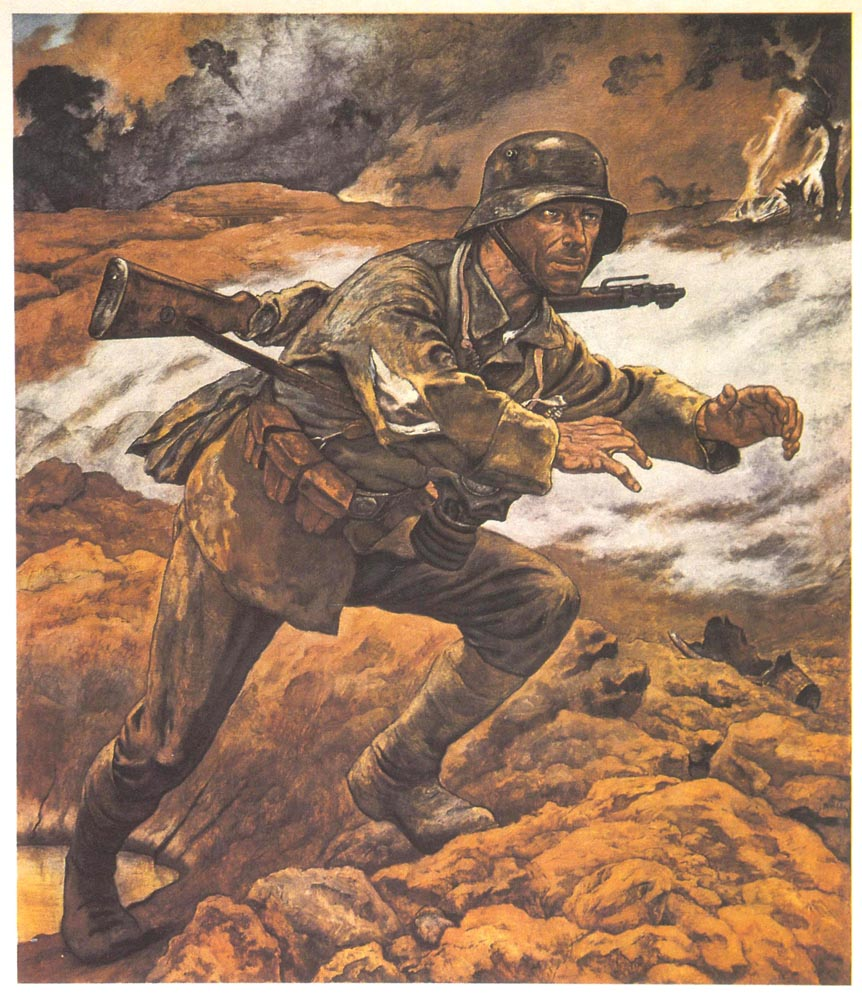
Meldegänger, Propagandagemälde von Elk Eber (1938)

1938 schuf Elk Eber das Bild Der Meldegänger, sicherlich nicht zufällig mit Bezug auf Hitlers biographische Erfahrung im Ersten Weltkrieg. Das großformatige Ölgemälde im heroisch-realistischen Stil soll männlich-soldatische Tugenden verkörpern. Das Gemälde wurde 1939 auf der Großen Deutschen Kunstausstellung in München ausgestellt und dort von Hitler für 10.000 Reichsmark angekauft. Auch in Kunstpostkarten wurde das Motiv häufig reproduziert. Das Original befindet sich in der Sammlung des DHM.
2019 erschien der Kriegsfilm 1917 von Regisseur Sam Mendes. Protagonisten des Films sind zwei Meldegänger der British Army, die 1917 im britischen Sektor der Westfront einen dringenden Befehl in die vorderste Linie bringen sollen. Der Film folgt diesem einen Auftrag praktisch in Echtzeit. Auch wenn die Handlung in das Unternehmen Alberich eingebettet ist, liegt dem Film kein reales Geschehnis zugrunde. Jedoch widmete der Regisseur den Film seinem Großvater Alfred Mendes, der im Ersten Weltkrieg gekämpft und ob seiner geringen Körpergröße häufig als Meldegänger eingesetzt wurde.

### Meldegänger im Zweiten Weltkrieg
Im Zweiten Weltkrieg nahm die Bedeutung von Meldegängern ab, da der Bewegungskrieg andere Formen der Kommunikation erforderte. Mit der steigenden Motorisierung der Truppen konnten Melder zu Fuß nicht Schritt halten, an der Ostfront mit ihren großen Entfernungen konnten dies auch Kradmelder nicht mehr. Der Nachrichtentruppe blieb dort in der Bewegung nur der Funk. Die Funktechnik wurde kleiner und damit durch einzelne Soldaten tragbar, ein besonders fortgeschrittenes Beispiel dafür ist das Gerät SCR-536 („Walkie-Talkie“) der U.S. Army. In der Wehrmacht gab es Tornisterfunkgeräte.
Die Ablösung der Meldegänger durch andere Formen der Mobilität und Kommunikation war allerdings vom Grad der Motorisierung abhängig. Die Infanterie-Divisionen der Wehrmacht bewegten sich noch größtenteils zu Fuß und mit Pferden. In der Gliederung einer Infanterie-Division der Wehrmacht von 1937 gab es auf Divisions-Stabs-Ebene einen ganzen Kradmelder-Zug. Im Stab eines Infanterie-Regiments waren die Melder teils mit Motorrädern ausgestattet, beritten bzw. verfügten über Fahrräder. Im Führungszug einer Infanterie-Kompanie gab es neben vier Meldern auf Fahrrädern noch fünf Melder zu Fuß, von denen einer auch Trompeter war. Auch jeder der drei Züge einer Infanterie-Kompanie verfügte über drei Meldegänger.

## Heutiger Einsatz
Mit der weiteren Verbesserung der Funktechnik bis hin zum Satellitenfunk haben Meldegänger in modernen, regulären Armeen nur noch eine geringe Bedeutung. Dort werden sie vereinzelt noch als Notbehelf bei Ausfall oder Blockierung dieser Kommunikationsmittel eingesetzt, zum Beispiel bei Abschirmung der Funkverbindung im Häuserkampf. Andere Einsatzszenarien sind das vermutete Abhören der elektronischen Führungsmittel durch den Gegner oder das Überbringen von Nachrichten, die nur schwer elektronisch übermittelt werden können, zum Beispiel Karten oder Lageskizzen. In der Regel verbinden die Melder eine unterstellte Einheit mit dem nächsthöheren Führer. Im Gelände setzen auch moderne Armeen noch Kradmelder ein, wenn auch eher für Aufklärungszwecke. Kradmelder sind jedoch per Definition keine Meldegänger.
In der asymmetrischen Kriegführung und im Hybridkrieg spielen Meldegänger auf Seiten der nicht-regulären Streitkräfte noch eine gewisse Rolle, da ihr Einsatz nicht elektronisch aufgeklärt werden kann und sie aus der Luft nur schwer von Zivilisten zu unterscheiden sind.